# Kotovka, Mahdalînivka
Kotovka (în ucraineană Котовка) este localitatea de reședință a comunei Kotovka din raionul Mahdalînivka, regiunea Dnipropetrovsk, Ucraina.

## Demografie
Componența lingvistică a localității Kotovka
     Ucraineană (94,57%)
     Rusă (3,64%)
     Alte limbi (0,49%)
Conform recensământului din 2001, majoritatea populației localității Kotovka era vorbitoare de ucraineană (94,57%), existând în minoritate și vorbitori de rusă (3,64%).